# 米尔马尔科斯
米尔马尔科斯，是西班牙卡斯蒂利亚-拉曼恰瓜达拉哈拉省的一个市镇。总面积44平方公里，总人口126人（2001年），人口密度3人/平方公里。